# Service de la fonction financière et comptable de l'État
Le service de la fonction financière et comptable de l'État (2FCE) est un service central de la direction générale des Finances publiques.

## Missions
Le 2FCE est chargé de la production et de la valorisation des comptes de l'État, de la fonction financière de l'État et des organismes publics nationaux, ainsi que des réglementations y afférentes. Il est chargé de la doctrine comptable, en liaison avec les instances nationales et internationales compétentes, et de la conception et de l'animation des dispositifs de contrôle interne comptable. 

### Mission Chorus
Il pilote, anime et coordonne au niveau national l'ensemble des acteurs de la fonction comptable de l'État. Il assure la conduite et la coordination des travaux liés à la mise en œuvre de l'application Chorus dans le réseau de la direction générale.

### Mission "responsabilité, doctrine et contrôle interne comptables"
En lien avec le service des gestions publiques locales, des activités bancaires et économiques et au titre de l'État et des organismes publics nationaux, il pilote la réforme de la responsabilité des gestionnaires publics, instruit les demandes de prise en charge par l'État des déficits apparus dans les organismes publics mentionnés à l'article 173-1 du décret n° 2012-1246 du 7 novembre 2012 du fait des fautes ou erreurs des comptables publics de l'État  et conduit la politique générale en matière de responsabilité personnelle et pécuniaire des comptables publics.

## Organisation
Le 2FCE comprend deux sous-directions elles-mêmes divisées en bureaux :
- Sous-direction de la comptabilité de l'État (2FCE-2) :
  - Bureau production et valorisation des comptes (2FCE-1A)
  - Bureau réglementation comptable (2FCE-1B)
  - Bureau comptes nationaux (2FCE-1C)
  - Bureau contrôle de la qualité des comptes (2FCE-1D)
- Sous-direction de la fonction financière de l'État et des organismes publics nationaux (2FCE-2) :
  - Bureau dépenses de l'État, rémunérations et recettes non fiscales (2FCE2A)
  - Bureau opérateurs de l'État (2FCE-2B)

### La sous-direction de la comptabilité de l'État (2FCE-1)
La sous-direction de la comptabilité de l'État définit la réglementation comptable, produit et valorise les comptes de l'État, produit les comptes nationaux et assure le suivi des indicateurs de qualité comptable. Elle anime et pilote l'exercice annuel de certification des comptes de l'État et élabore le dossier de clôture justifiant les comptes.
Elle pilote et anime le réseau des services chargés de la comptabilité de l'État.
Elle vérifie les comptes des comptables de l'État.

### La sous-direction de la fonction financière de l'État (2FCE-2)
La sous-direction de la fonction financière de l'État et des organismes publics nationaux est chargée de l'organisation comptable de l'État. Elle participe à la modernisation des procédures de recette et de dépense de l'État et des organismes publics nationaux en métropole et à l'étranger.
Elle est chargée de la réglementation des recettes non fiscales de l'État.
Elle pilote et anime le réseau des services de contrôle budgétaire et comptable ministériels, des services chargés des dépenses de l'État, des services de liaison - rémunération (SLR) et des agents comptables des organismes publics nationaux.
Elle définit les règles financières et comptables applicables aux organismes publics nationaux soumis au recueil des normes comptables des établissements publics nationaux et conseille les administrations en charge de la définition des règles financières et comptables applicables aux organismes publics nationaux soumis aux règles de la comptabilité publique en dehors de ce champ.
Elle assure la mise à disposition des données et comptes financiers des organismes publics nationaux.